# 도에이 지하철 미타선
도에이 지하철 6호선 미타 선(일본어: 都営地下鉄三田線)은 도쿄 도 교통국이 운영하는 지하철 노선의 하나이다. 노선 색은 ○푸른색이다. 기호는 I를 사용한다.
시로카네다이 역, 시로카네타카나와 역에는 반밀폐형 스크린도어가, 메구로역과 미타 역 ~ 니시타카시마다이라 역에는 난간형 스크린도어가 각각 설치돼 있다.

## 역사
- 1968년 12월 27일 : 스가모역 ~ 시무라 역이 개통.
- 1969년 8월 1일 : 시무라 역을 다카시마다이라 역으로 이름 변경.
- 1970년 7월 : 노선 색을 도입.
- 1972년 6월 30일 : 히비야 역 ~ 스가모역이 개통.
- 1973년 11월 27일 : 미타 역 ~ 히비야 역이 개통.
- 1976년 5월 6일 : 다카시마다이라 역 ~ 니시타카시마다이라 역이 개통.
- 2000년 8월 10일 : 모든 역에 난간형 스크린도어 설치 완료.
- 2000년 9월 26일 : 메구로역 ~ 미타 역이 개통. 1인 승무를 시작. 도쿄 급행 전철 메구로 선과 서로 직결 운행을 시작.

## 운행 형태
메구로역에서 도쿄 급행 전철 메구로 선의 히요시 역까지 직결 운행을 한다. 미타 선 내 (시로카네타카나와 ~ 니시타카시마다이라)에서는 6분 간격으로 운행한다. 시로카네타카나와 발착 열차가 2대 연속으로 들어온 후 히요시 행 급행 1편, 각역정차 2편이 차례대로 오는 과정이 30분을 주기로 반복된다.

## 차량
- 6300형
- 6500형
- 도쿄 메트로 9000계(공용구간: 메구로 - 시로카네타카나와) 구간에만 운행
- 도큐 3000계
- 도큐 5080계
- 사이타마 고속 철도 2000계(공용구간: 메구로 - 시로카네타카나와) 구간에만 운행

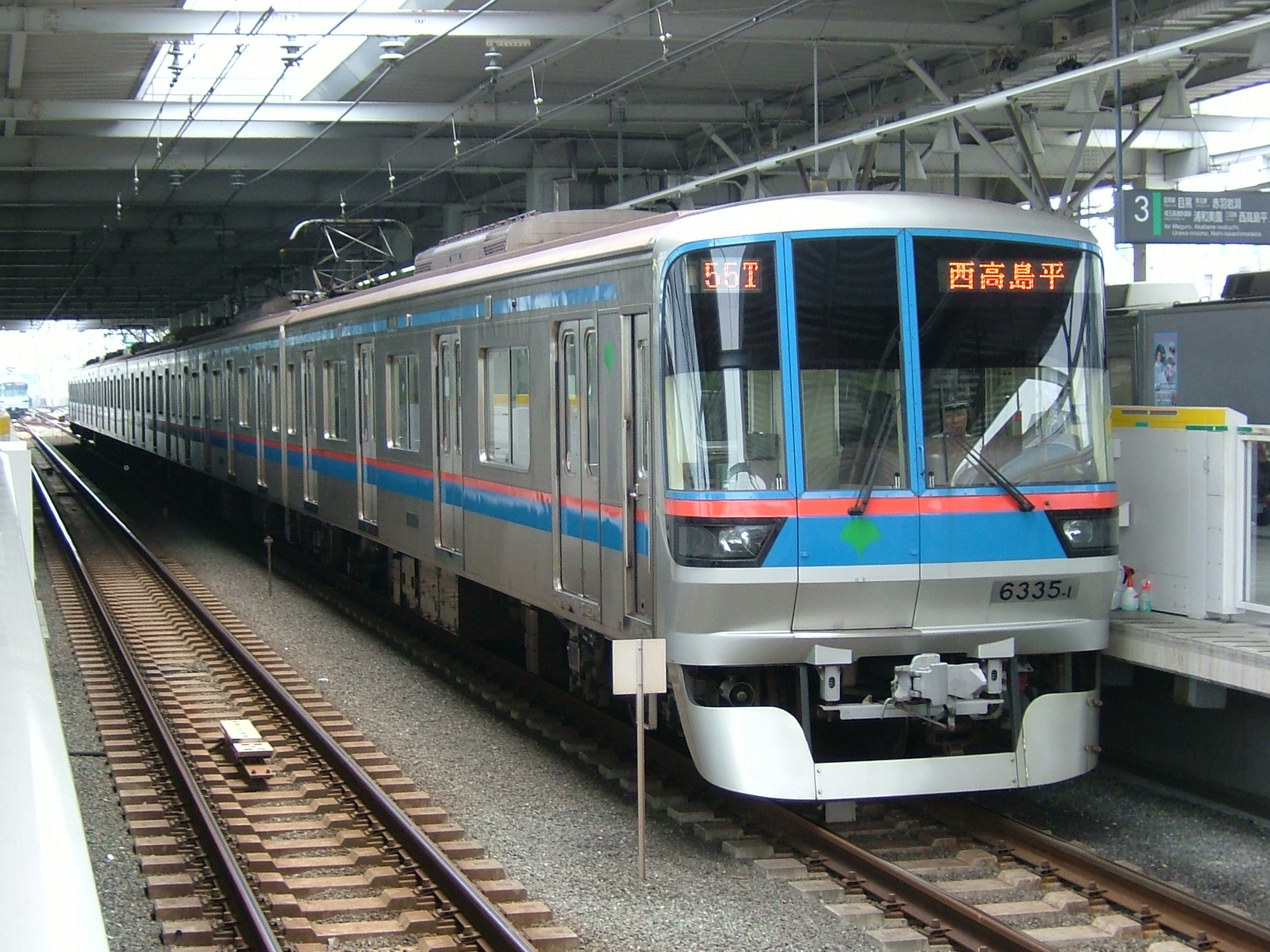
6300형
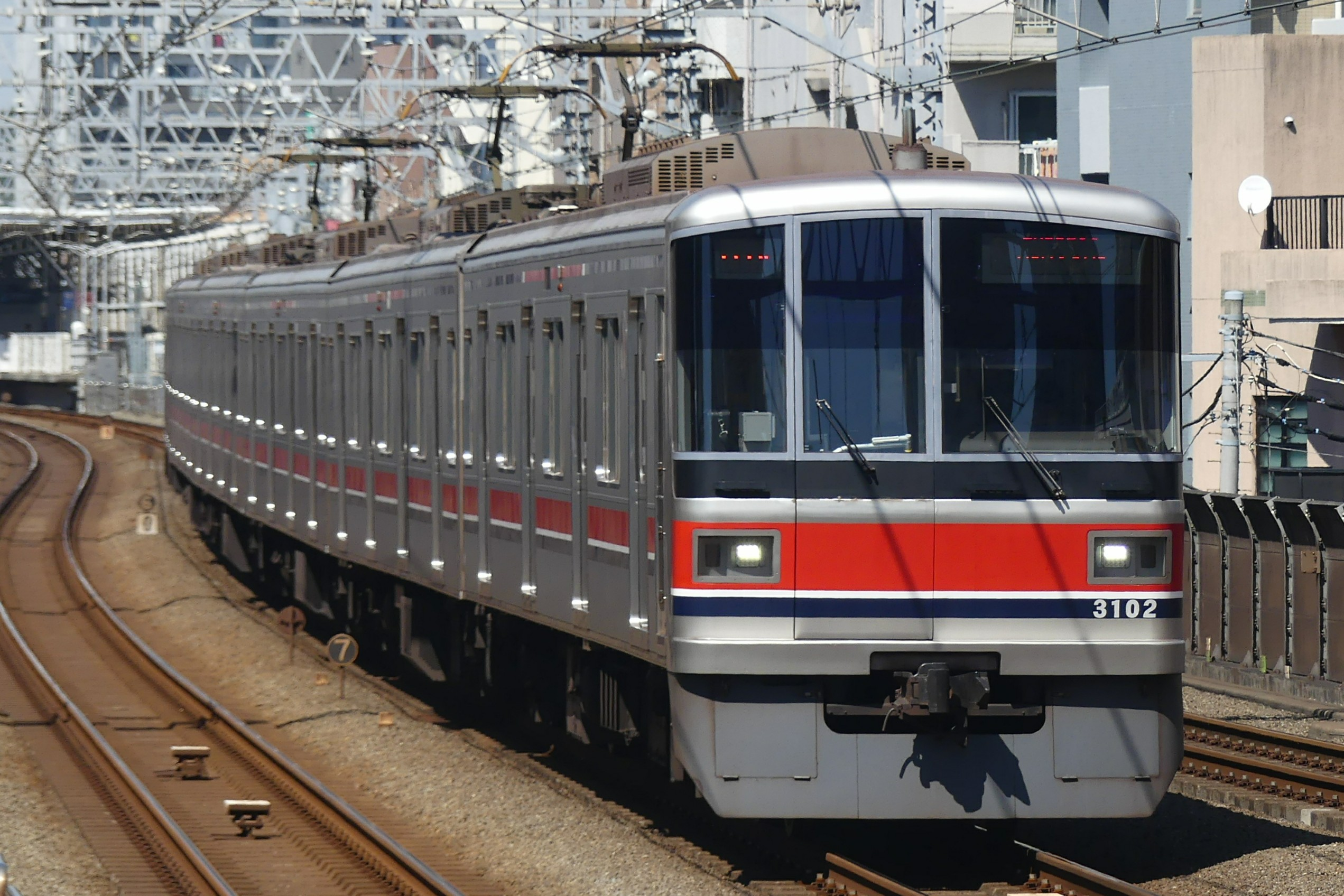
도큐 3000계
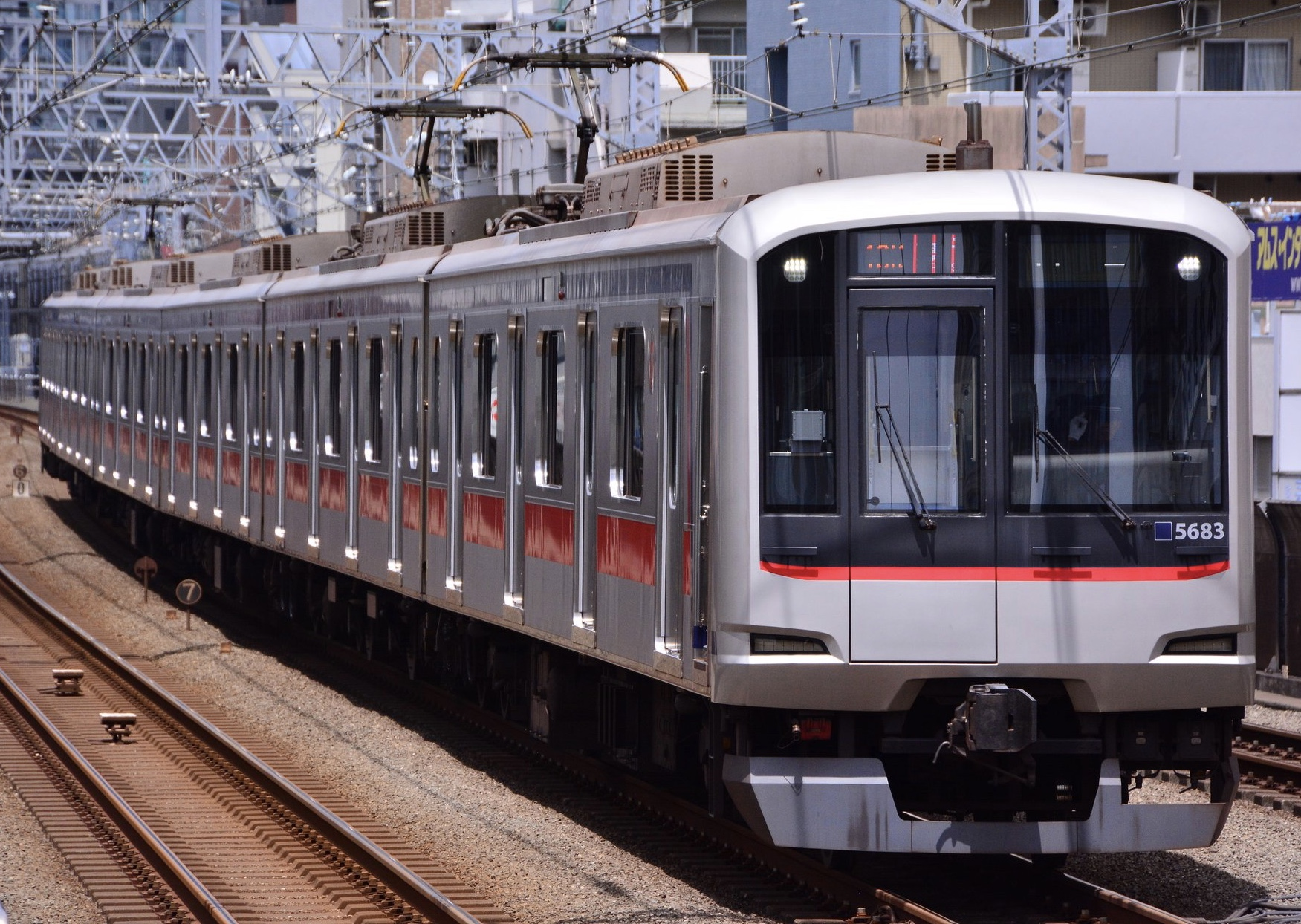
도큐 5080계

## 역 목록
- ○ 도쿄 메트로 난보쿠선 노선색으로 표시된 구간(메구로-시로카네타카나와)은 도쿄 메트로 난보쿠선과 선로를 공유한다.

| 역 번호 | 역명                           | 일어 역명                     | 접속 노선 | 역간 거리 | 누적 거리 | 소재지   | 소재지     |
| ------- | ------------------------------ | ----------------------------- | --- | --------- | --------- | -------- | ---------- |
| I-01    | 메구로                         | 目黒                          | 도쿄 급행 전철 메구로 선 (MG 01, 직결 운행) 난보쿠 선 (N-01) 야마노테 선 (JY 22)                                                      |           | 0.0       | 도 쿄 도 | 시나가와구 |
| I-02    | 시로카네다이                   | 白金台                        | | 1.3       | 1.3       | 도 쿄 도 | 미나토구   |
| I-03    | 시로카네타카나와               | 白金高輪                      | 난보쿠 선 (N-03) | 1.0       | 2.3       | 도 쿄 도 | 미나토구   |
| I-04    | 미타                           | 三田                          | 아사쿠사 선 (A-08) 야마노테 선 (다마치역, JY 27) 게이힌 도호쿠 선 (다마치역, JK 22)                                                   | 1.7       | 4.0       | 도 쿄 도 | 미나토구   |
| I-05    | 시바코엔                       | 芝公園                        | | 0.6       | 4.6       | 도 쿄 도 | 미나토구   |
| I-06    | 오나리몬 (도쿄 타워 앞)        | 御成門 (東京タワー前)         | 0.7 | 5.3       |           | 도 쿄 도 | 미나토구   |
| I-07    | 우치사이와이초 (니시신바시)    | 内幸町 (西新橋)               | 1.1 | 6.4       | 지요다구  | 도 쿄 도 |            |
| I-08    | 히비야                         | 日比谷                        | 히비야 선 (H-08) 지요다 선 (C-09) 유라쿠초 선 (유라쿠초역, Y-18) 야마노테 선 (유라쿠초역, JY 30) 게이힌 도호쿠 선 (유라쿠초역, JK 25) | 0.9       | 지요다구  | 도 쿄 도 | 7.3        |
| I-09    | 오테마치 (요미우리 신분샤 앞)  | 大手町 (読売新聞社前)         | 마루노우치 선 (M-18) 도자이 선 (T-09) 지요다 선 (C-11) 한조몬 선 (Z-08)                                                               | 0.9       | 지요다구  | 도 쿄 도 | 8.2        |
| I-10    | 진보초 (센슈 대학 앞)          | 神保町 (専修大学前)           | 신주쿠 선 (S-06) 한조몬 선 (Z-07) | 1.4       | 지요다구  | 도 쿄 도 | 9.6        |
| I-11    | 스이도바시                     | 水道橋                        | 주오·소부 완행선 (JB 17) | 1.0       | 10.6      | 도 쿄 도 | 분쿄구     |
| I-12    | 가스가 (분쿄 시빅 센터 앞)     | 春日 (文京シビックセンター前) | 오에도 선 (E-07) 마루노우치 선 (고라쿠엔 역, M-22) 난보쿠 선 (고라쿠엔 역, N-11)                                                      | 0.7       | 11.3      | 도 쿄 도 | 분쿄구     |
| I-13    | 하쿠산 (도요 대학 앞)          | 白山 (東洋大学前)             | | 1.4       | 12.7      | 도 쿄 도 | 분쿄구     |
| I-14    | 센고쿠                         | 千石                          | 1.0 | 13.7      |           | 도 쿄 도 | 분쿄구     |
| I-15    | 스가모                         | 巣鴨                          | 야마노테 선 (JY 11) | 0.9       | 14.6      | 도 쿄 도 | 도시마구   |
| I-16    | 니시스가모                     | 西巣鴨                        | 아라카와 선 (신코신즈카 정류장, SA 20)                                                                                                | 1.4       | 16.0      | 도 쿄 도 | 도시마구   |
| I-17    | 신이타바시                     | 新板橋                        | 사이쿄 선 (이타바시역, JA 13) | 1.0       | 17.0      | 도 쿄 도 | 이타바시구 |
| I-18    | 이타바시쿠야쿠쇼마에           | 板橋区役所前                  | | 0.9       | 17.9      | 도 쿄 도 | 이타바시구 |
| I-19    | 이타바시혼초                   | 板橋本町                      | 1.2 | 19.1      |           | 도 쿄 도 | 이타바시구 |
| I-20    | 모토하스누마                   | 本蓮沼                        | 0.9 | 20.0      |           | 도 쿄 도 | 이타바시구 |
| I-21    | 시무라사카우에                 | 志村坂上                      | 1.1 | 21.1      |           | 도 쿄 도 | 이타바시구 |
| I-22    | 시무라 3초메                   | 志村三丁目                    | 0.9 | 22.0      |           | 도 쿄 도 | 이타바시구 |
| I-23    | 하스네                         | 蓮根                          | 1.2 | 23.2      |           | 도 쿄 도 | 이타바시구 |
| I-24    | 니시다이 (다이토 분카 대학 앞) | 西台 (大東文化大学前)         | 0.8 | 24.0      |           | 도 쿄 도 | 이타바시구 |
| I-25    | 다카시마다이라                 | 高島平                        | 1.0 | 25.0      |           | 도 쿄 도 | 이타바시구 |
| I-26    | 신타카시마다이라               | 新高島平                      | 0.7 | 25.7      |           | 도 쿄 도 | 이타바시구 |
| I-27    | 니시타카시마다이라             | 西高島平                      | 0.8 | 26.5      |           | 도 쿄 도 | 이타바시구 |